# Sent Estèfe de Paulhac
Sent Estèfe (en francès Saint-Estèphe) és un municipi francès situat al departament de la Gironda i a la regió de la Nova Aquitània.

## Demografia
| 1962                                       | 1968  | 1975  | 1982  | 1990  | 1999  | 2007  |
| ------------------------------------------ | ----- | ----- | ----- | ----- | ----- | ----- |
| 2.120                                      | 2.171 | 2.317 | 2.118 | 1.918 | 1.799 | 1.698 |
| Des de 1962: població sense dobles comptes |       |       |       |       |       |       |

## Administració
| Període   | Identitat                 | Partit |
| --------- | ------------------------- | ------ |
| 2001-2008 | Roger Couratin-Perlemoine |        |
| 2008-     | Michelle Saintout         |        |

## Agermanaments
- Bevern